# Annals d'Inisfallen
Els Annals d'Inisfallen són una crònica medieval de la història d'Irlanda. Posseeix més de 2.500 entrades que comprèn des de l'any 433 fins a 1450, però es creu que es va escriure entre els segles xii i xv pels monjos de l'Abadia d'Innisfallen, situada en una illa dels llacs de Killarney, a la vora de Killarney.
La historiadora Kathleen Hughes teoritza que els annals procedeixen de la Crònica d'Irlanda.
Al marge de les entrades cronològiques, el manuscrit conté una curta història narraative de la Irlanda precristiana, coneguda com la secció prepatrícia. Aquesta secció posseeix molts elements comuns amb Leabhar Ghabhála Érenn.
Actualment l'obra està dipositada en la Biblioteca Bodleiana a Oxford (Anglaterra). El 2001, Brian O'Leary, un canceller de Fianna Fáil a Killarney, va reclamar la devolució dels annals a la ciutat.